# Virginia Slims of Florida 1994
Virginia Slims of Florida 1994 — жіночий тенісний турнір, що проходив на відкритих кортах з твердим покриттям Delray Beach Tennis Center у Делрей-Біч (США). Належав до турнірів 2-ї категорії в рамках Туру WTA 1994. Тривав з 28 лютого до 6 березня 1994 року.

## Фінальна частина

### Одиночний розряд
Штеффі Граф —  Аранча Санчес Вікаріо 6–3, 7–5
- Для Граф це був 4-й титул за сезон і 94-й — за кар'єру.

### Парний розряд
Яна Новотна /  Аранча Санчес Вікаріо —  Манон Боллеграф /  Гелена Сукова 6–2, 6–0
- Для Новотної це був 1-й титул за рік і 56-й — за кар'єру. Для Санчес Вікаріо це був 1-й титул за рік і 39-й — за кар'єру.